# Brèves (Nièvre)
Brèves (Nièvre) és un municipi francès, situat al departament del Nièvre i a la regió de Borgonya - Franc Comtat. L'any 2007 tenia 298 habitants.

## Demografia

### Població
El 2007 la població de fet de Brèves (Nièvre) era de 298 persones. Hi havia 136 famílies, de les quals 48 eren unipersonals (32 homes vivint sols i 16 dones vivint soles), 56 parelles sense fills, 24 parelles amb fills i 8 famílies monoparentals amb fills.
La població ha evolucionat segons el següent gràfic:
Habitants censats

### Habitatges
El 2007 hi havia 218 habitatges, 138 eren l'habitatge principal de la família, 61 eren segones residències i 19 estaven desocupats. Tots els 215 habitatges eren cases. Dels 138 habitatges principals, 108 estaven ocupats pels seus propietaris, 26 estaven llogats i ocupats pels llogaters i 4 estaven cedits a títol gratuït; 10 tenien dues cambres, 32 en tenien tres, 41 en tenien quatre i 55 en tenien cinc o més. 110 habitatges disposaven pel capbaix d'una plaça de pàrquing. A 52 habitatges hi havia un automòbil i a 71 n'hi havia dos o més.

### Piràmide de població
La piràmide de població per edats i sexe el 2009 era:
| Homes | Edats   | Dones |
| ----- | ------- | ----- |
| 0     | 95 o +  | 0     |
| 0     | 90 a 94 | 4     |
| 8     | 85 a 89 | 4     |
| 0     | 80 a 84 | 4     |
| 4     | 75 a 79 | 4     |
| 8     | 70 a 74 | 12    |
| 20    | 65 a 69 | 16    |
| 8     | 60 a 64 | 12    |
| 16    | 55 a 59 | 12    |
| 8     | 50 a 54 | 4     |
| 8     | 45 a 49 | 8     |
| 16    | 40 a 44 | 4     |
| 12    | 35 a 39 | 24    |
| 4     | 30 a 34 | 16    |
| 4     | 25 a 29 | 4     |
| 4     | 20 a 24 | 0     |
| 12    | 15 a 19 | 12    |
| 4     | 10 a 14 | 12    |
| 24    | 5 a 9   | 12    |
| 4     | 0 a 4   | 8     |

## Economia
El 2007 la població en edat de treballar era de 178 persones, 119 eren actives i 59 eren inactives. De les 119 persones actives 107 estaven ocupades (56 homes i 51 dones) i 12 estaven aturades (5 homes i 7 dones). De les 59 persones inactives 31 estaven jubilades, 11 estaven estudiant i 17 estaven classificades com a «altres inactius».

### Ingressos
El 2009 a Brèves (Nièvre) hi havia 139 unitats fiscals que integraven 279 persones, la mediana anual d'ingressos fiscals per persona era de 16.347 €.

### Activitats econòmiques
Dels 8 establiments que hi havia el 2007, 2 eren d'empreses de construcció, 1 d'una empresa d'hostatgeria i restauració, 1 d'una empresa financera, 3 d'empreses immobiliàries i 1 d'una empresa de serveis.
Dels 4 establiments de servei als particulars que hi havia el 2009, 1 era un paleta, 1 guixaire pintor i 2 agències immobiliàries.
L'any 2000 a Brèves (Nièvre) hi havia 12 explotacions agrícoles que ocupaven un total de 1.254 hectàrees.

## Poblacions més properes
El següent diagrama mostra les poblacions més properes.